# Лошак Михайло Цальович
Михайло Цальович Лошак (1 червня 1918, Вінниця — 11 жовтня 2000, Нью-Йорк) — український художник. Працював у станкової графіки.

## Біографічна довідка
У 1940 році закінчив Одеське художнє училище імені М. Грекова. У 1940—1941 роках навчався у Ленінграді у Всеросійській академії мистецтв. Учасник Другої світової війни.
З 1996 року проживав у Нью-Йорку.
Член Вінницької обласної організації Національної спілки художників України з 1970 року. Працював у галузі станкової графіки.
Художник залишив по собі велику творчу спадщину, значна частина якої зберігається у Вінницькому обласному художньому музеї (близько 300 предметів), музеях України та приватних колекціях.